# Leskea leskeoides
Leskea leskeoides là một loài Rêu trong họ Leskeaceae. Loài này được Cardot ex Iisiba mô tả khoa học đầu tiên năm 1929.